# Tobakosok keresztje
A tobakosok keresztje Szentendrén a Szamárhegy egyik legmagasabb pontján, egy természetes kilátón, a 18. század második felében állított emlékkereszt, amely szertartáshely is volt. Tímárkeresztnek is nevezik, egyike a Szentendrén mesterségek szerint felállított emlékkereszteknek. 
Az augusztus 19-én tartott hagyományos szerb búcsú idején az alatta lévő templomnál van a kirakodóvásár, a keresztnél pedig vidám mulatságok. A Szamárhegy a 20. század elejéig Szentendre szőlőhegye volt, így ennél a keresztnél áldották meg a szőlőt.
A városban 1741–1746 között építették fel a korábbi fatemplom helyén a szerb bevándorlók egyik templomát, a Preobrazsenszkát. A templom környékén a tobakosok laktak, a templomot is ők építtették. Ez a városrész a Szamárhegy legmeredekebb, helyenként szakadékos oldala alatt állt, és a tobakosok temploma fölött építették meg a tobakosok keresztjét. Mivel a templom hátat fordít a Dunának – a tornya hegy felőli oldalon van –, pontosan a tobakosok keresztjére néz.
A kereszt barokk stílusú, mint a templom, így feltehető, hogy a templom 1780 körüli barokk átalakításával és a toronnyal egyidős. Négyszög keresztmetszetű, faragott kő talapzaton álló kovácsoltvas kereszt. Indás kovácsoltvas elemek díszítik, a tetején félkör alakú bádog borítással. A talapzat hátsó felén utólag bevésett, 1901-es datálású szerb felirat olvasható, ОБНОВЉЕН, azaz „felújítva”. A kereszten és a kereszt alatt elhelyezett táblán lévő egykori felirat vagy kép már nem látható.

## Galéria

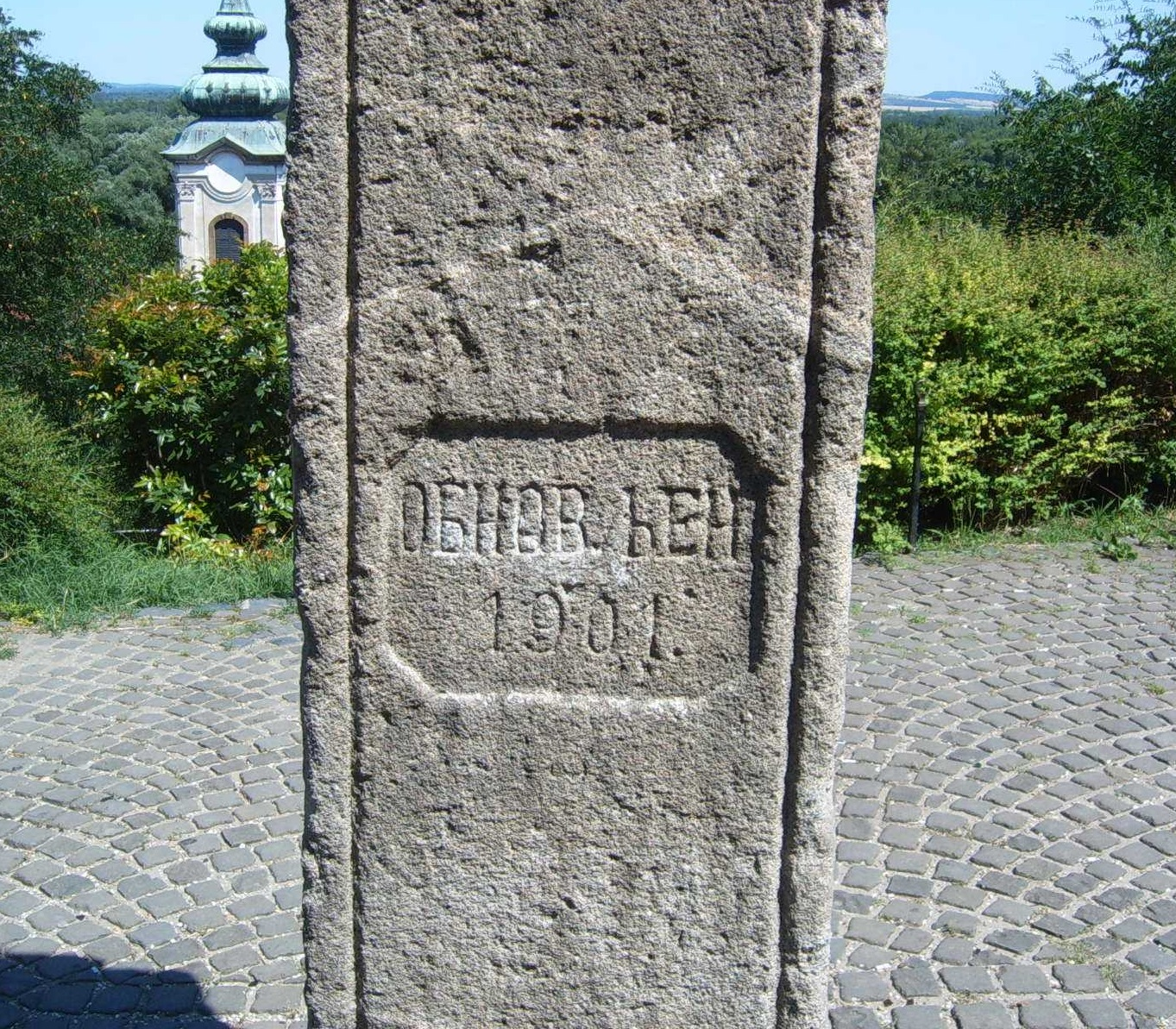
A tobakosok keresztjének utólagos felirata
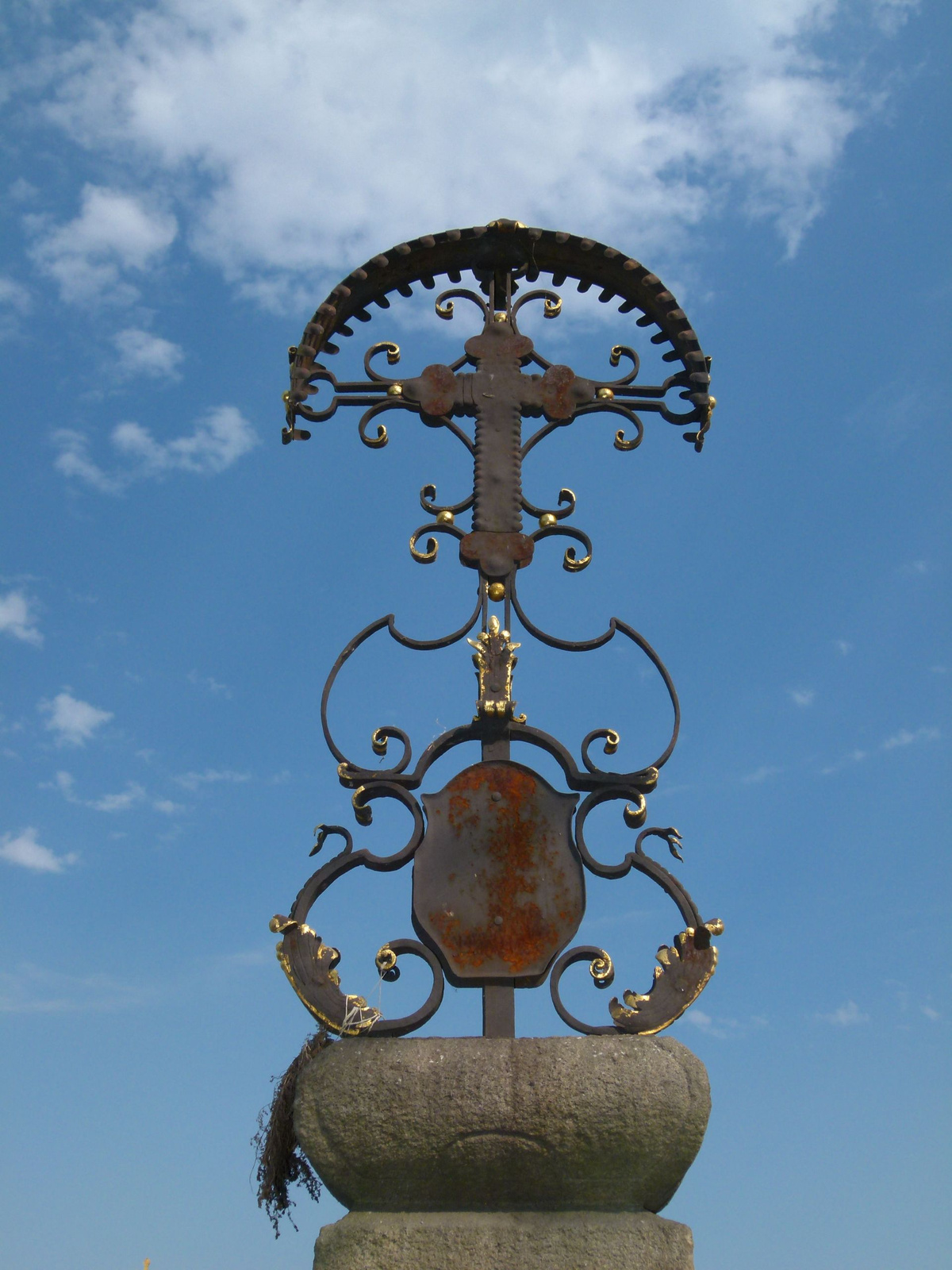
A kereszt és a díszítése